# Parque Kadriorg

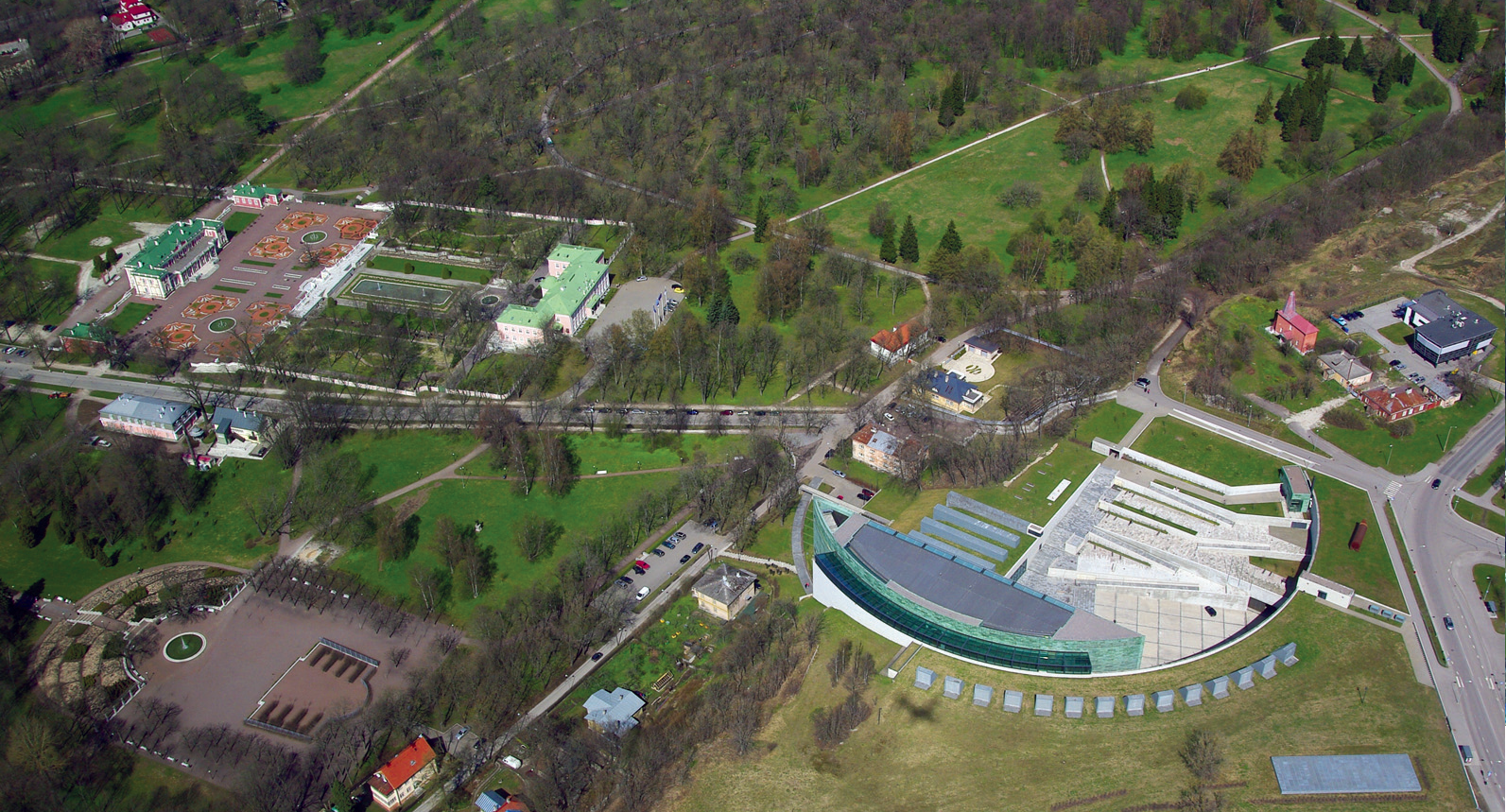
Vista do Parque Kadriorg (maio de 2010)

O Parque Kadriorg (em estoniano:  Kadrioru park) é um parque em Kadriorg, Tallinn, na Estónia. A sua área é de cerca de 70 hectares.
A história do parque começou em 1718 quando Pedro, o Grande, ordenou a redesignação das suas áreas em Fonnenthal.
O corpo de água mais notável do parque é o Lago dos Cisnes (em estoniano:  Luigetiik).
A parte mais recente do parque é o Jardim Japonês, cuja primeira fase foi encerrada em 2011.